# Puzzatsch

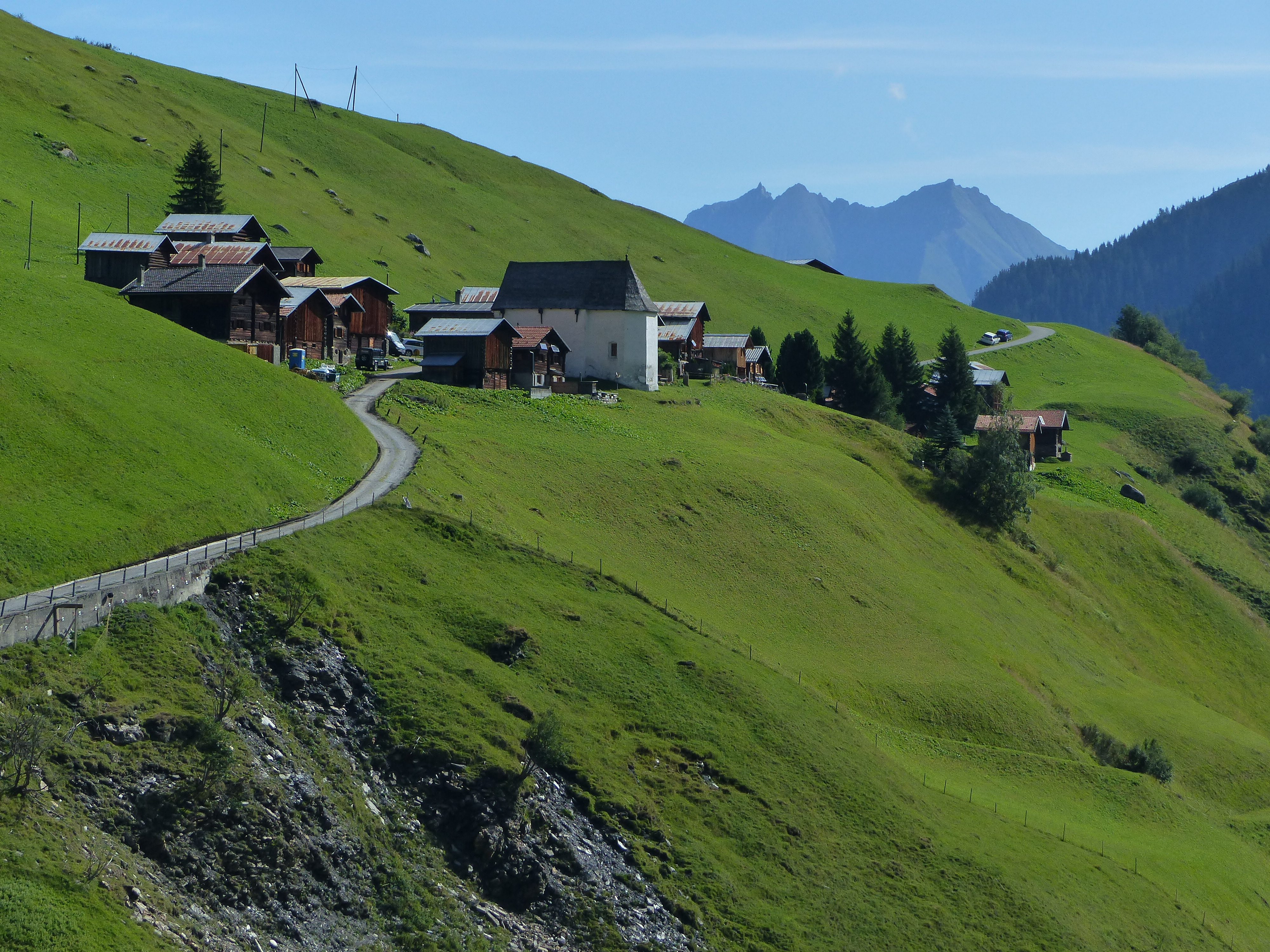
Puzzatsch im Sommer

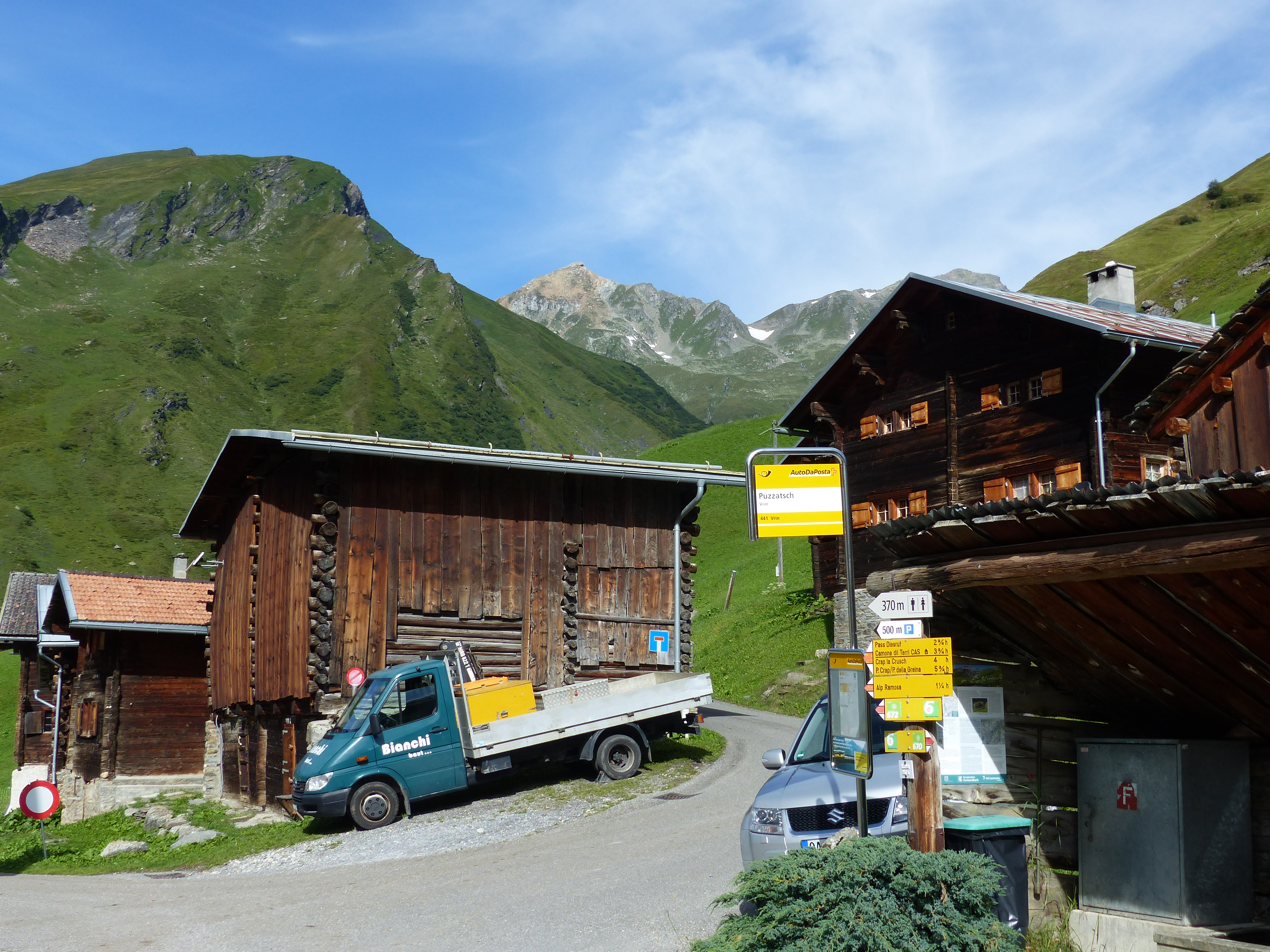
Puzzatsch (2019)

Puzzatsch ist ein Weiler des Schweizer Dorfs Vrin im Kanton Graubünden.
In Puzzatsch steht die Caplutta S. Valentin (Valentinskapelle), ein Kulturgut regionaler Bedeutung. Sie wurde am 4. September 1643 geweiht.
Beim Alpaufzug zum Maiensäss Puzzatsch wurde 1915 Andreas Caviezel aus Vrin von seinem Vieh über das Strassenbord in die Tiefe gestossen. Er wurde unter einer Schneelawine mit zerschmettertem Kopf aufgefunden und erlag danach seinen Verletzungen.

## Fussnoten
1. ↑  Erwin Poeschel: Die Kunstdenkmäler des Kantons Graubünden. Band 13. Birkhäuser, Basel 1937, S. 276.
2. ↑  Vom Vieh in den Abgrund gestoßen. Geschäftsblatt für den oberen Teil des Kantons Bern, Band 62, Nummer 67, 5. Juni 1915 Ausgabe 2, S. 3.

Koordinaten: 46° 38′ N, 9° 4′ O; CH1903: 724923 / 166661